# 馬場良馬
馬場良馬（1984年12月15日—）是一位日本的男演員，身高180公分，出生於千葉縣，隸屬於アルファコア。

## 出演

### 電視劇
- 東京ゴースト・トリップ（2008年，東京都會電視台）- 北野五鈴
- 夢回綠園〜青春男子寮日誌〜 第8話（2008年，東京都會電視台）- 永田
- 特命戰隊Go Busters（2012年2月26日－，朝日電視台）- 岩崎龍次／Blue Buster
- 手裏劍戰隊忍忍者第30話（2015年，朝日電視台）- 伊勢喜六
- 假面騎士ZERO-ONE第23話（2019年，朝日電視台）- 婚姻諮詢型Humagear／緣結配對
- No.1戰隊豪獸者第22話（2025年，朝日電視台）- 具島玲

### 電影
- 春風物语Ⅲ--美貌のディテイル（2010年1月31日）-三洲新
- 春風物语Ⅳ--PURE（2010年12月18日）-三洲新
- 春風物语Ⅴ--あの、晴れた青空（2011年8月20日）-三洲新
- 海賊戰隊豪快者 VS 宇宙刑事卡邦 The Movie（2012年1月21日上映，東映）- Blue Buster（聲）
- 假面騎士x超級戰隊 超級英雄大戰（2012年4月21日上映，東映）- 岩崎龍次／Blue Buster（聲）
- 富士見二丁目交響樂團（2012年，ビデオプランニング）- 警官
- 特命戰隊Go Busters THE MOVIE 保護東京Enetower!（2012年8月4日上映，東映）- 岩崎龍次／Blue Buster（聲）
- 特命战队Go Busters VS 海贼战队豪快者 THE MOVIE（2013年1月19日上映，東映）- 岩崎龍次／Blue Buster（聲）
- 假面骑士×超级战队×宇宙刑事 超级英雄大战Z（2013年4月27日上映，東映）- 岩崎龍次／Blue Buster（聲）
- 獸電戰隊強龍者 VS Go Busters 恐龍大決戰！ 再見永遠的朋友啊 （2014年1月18日上映，東映）- 岩崎龍次／Blue Buster（聲）
- 教科書沒教的事 (2016年6月東京，上映) - 大樂有彥
- 教科書沒教的事2 (2016年7月大阪，上映) - 大樂有彥

### 網絡電影
- 網路版 - 假面騎士x超級戰隊 超級英雄大變 〜犯人到底是誰〜（2012年）- 岩崎龍次／Blue Buster（聲）

### 廣告
- 飯田産業

## 外部連結
- 株式会社アルファコア （页面存档备份，存于）
- 馬場良馬プロフィール （页面存档备份，存于）
- 官方部落格 （页面存档备份，存于）

| 前任： 山田裕貴 （海賊戰隊豪快者） | 日本超級戰隊系列藍色戰士演員 特命戰隊Go Busters 2012年2月26日-2013年2月17日 | 繼任： 金城大和 羅伯特·鮑德溫 木下亞由美 （獸電戰隊強龍者） |